# Taral Hicks
Taral Hicks (* 21. September 1974 in New York City) ist eine US-amerikanische R&B-Sängerin und Schauspielerin. Ihre Schwester ist die Sängerin D’Atra Hicks.
Seit 2001 ist sie mit Loren Dawson verheiratet.

## Schauspielkarriere
Sie begann ihre Schauspielkarriere in der Rolle der Jane Williams in dem Film In den Straßen der Bronx, mit dem Robert De Niro sein Regie-Debüt lieferte.
Es folgten kleinere Filmrollen: 1995 in lm Sumpf des Verbrechens mit Sean Connery und Laurence Fishburne und 1996 in Educating Matt Waters und Rendezvous  mit einem Engel mit Whitney Houston. Im Jahr 1998 spielte sie in dem Film White Lines – Im Teufelskreis des Verbrechens mit. Im Jahr 2000 war sie in dem Kurzfilm Are You Cinderella? an der Seite des Schauspielers Wood Harris zu sehen. Spätere Filmrollen hatte sie in Independent-Filmen wie The Salon (2005) mit Vivica A. Fox, Dondre Whitfield und Darrin Henson, Forbidden Fruits (2006) mit Ella Joyce, Fredro Starr und dem R&B-Sänger Keith Sweat, Humenetomy (2007) und Ex$pendable (2010). 1997 war Hicks in der HBO-Fernsehserie Subway Stories zu sehen. Es folgten zwei Gastrollen: 2002 in 100 Centre Street in der Episode „Fathers“ und 2003 in einer Episode von Soul Food: The Series mit dem Titel „The New Math“.
Hicks spielte eine Nebenrolle in Tyler Perry's  Musical Aunt Bam's Place mit Paris Bennett, Cassi Davis, Jeffrey Lewis und Melonie Daniels. Das Stück wurde ab dem 30. August 2011 drei Tage lang in Atlanta, Georgia (Cobb Energy Center) aufgeführt und für eine DVD-Veröffentlichung am 12. Juni 2012 gefilmt.

## Musik
Im Jahr 1995 unterzeichnete sie einen Vertrag mit Motown Records als Sängerin und veröffentlichte ihr erstes Album mit dem Titel This Time.

## Filmografie
- 1993: In den Straßen der Bronx (A Bronx Tale)
- 1995: Im Sumpf des Verbrechens (Just Cause)
- 1996: Rendezvous mit einem Engel (The Preacher’s Wife)
- 1996: Educating Matt Waters (Fernsehfilm)
- 1997: SUBWAYStories: Tales from the Underground (Fernsehfilm)
- 1998: White Lines – Im Teufelskreis des Verbrechens (Belly)
- 2000: Are You Cinderella? (Kurzfilm)
- 2002: 100 Centre Street (Fernsehserie, eine Folge)
- 2003: Soul Food (Fernsehserie, eine Folge)
- 2005: The Salon – Back to the Barbershop (The Salon)
- 2006: Forbidden Fruits
- 2007: Humenetomy
- 2010: Ex$pendable
- 2012: Aunt Bam’s Place
- 2014: The Hilltop Barbershop